# Ервін Мюллер
Ервін Мюллер (нім. Erwin Müller; 12 грудня 1914, Тюбінген — ?) — німецький офіцер, оберлейтенант резерву вермахту. Кавалер Німецького хреста в золоті.

## Біографія
Під час Другої світової війни служив в 14-й роті 56-го піхотного полку 5-ї піхотної дивізії, потім — в 16-й протитанковій роті 56-го єгерського полку 5-ї єгерської дивізії. В кінці війни командував своєю ротою.

## Нагороди
- Залізний хрест 2-го і 1-го класу (8 жовтня 1941) — отримав 2 нагороди одночасно.
- Штурмовий піхотний знак в сріблі (17 жовтня 1941)
- Нагрудний знак «За поранення» в чорному (12 грудня 1941) — за поранення, отримане 8 жовтня 1941 року.
- Медаль «За зимову кампанію на Сході 1941/42» (30 липня 1942)
- Нагрудний знак ближнього бою в бронзі (26 серпня 1944)
- Німецький хрест в золоті (13 грудня 1944)
- Орден «За заслуги перед Федеративною Республікою Німеччина», медаль (12 грудня 1977)